# Дело Лапина
Дело Лапина — судебный процесс над бывшим старшим лейтенантом милиции Сергеем Владимировичем Лапиным, известным по его радиопозывному «Кадет», который был осуждён за причинение тяжких телесных повреждений 26-летнему жителю города Грозного Зелимхану Мурдалову в 2001 году.
Судом установлено, что 2 января 2001 года Лапин незаконно задержал и допрашивал жителя Грозного Зелимхана Мурдалова, применяя к нему насилие, после чего доставил его в ИВС, где Мурдалов провел ночь. 3 января 2001 года неустановленные сотрудники Октябрьского ВОВД, действуя с ведома и согласия Лапина, вывели Мурдалова из ИВС Октябрьского ВОВД и на автомашине увезли его в неустановленном направлении. С тех пор Мурдалов считается пропавшим без вести.
Процесс начался осенью 2003 года, проходил в Октябрьском районном суде г. Грозного и длился с перерывами около 4 лет. Процесс освещался СМИ. По итогам судебного разбирательства Сергей Лапин был признан виновным в совершении преступлений, предусмотренных ст. 111 ч. 3 УК РФ («Причинение тяжких телесных повреждений»), ст. 292 УК РФ («Служебный подлог») и ст. 286 ч. 3 УК РФ («Превышение должностных полномочий»).

## Предыстория
Сергей Лапин служил в должности инспектора по розыску группы розыска отделения уголовного розыска криминальной милиции ОВД Нижневартовского района Ханты-Мансийского автономного округа.
1 ноября 2000 года он был откомандирован в город Грозный Чеченской Республики, где в период с 3 ноября 2000 года по 14 января 2001 года состоял в должности оперуполномоченного группы по борьбе с терроризмом и организованной преступностью временного отдела внутренних дел Октябрьского района города Грозного.
2 января 2001 года сотрудники Октябрьского ВОВД задержали Зелимхана Мурдалова, после чего молодой человек исчез. Расследование, проведённое его отцом, Астамиром Мурдаловым, и сотрудницей грозненского отделения Правозащитного центра «Мемориал» Натальей Эстемировой, позволило установить, что Зелимхана пытали до полусмерти, а затем вывезли из ВОВД в неизвестном направлении, и что к этому преступлению причастен Лапин. Об этой истории несколько раз писала в «Новой газете» Анна Политковская.

## Судебные процессы

### Первый процесс
Первый процесс продолжался с конца 2003 года по март 2005 года. Перед началом судебного разбирательства Лапин и его защитник инициировали вопрос об изменении территориальной подсудности дела. Ссылаясь на то, что рассмотрение дела на территории Чеченской республики не может быть объективным, они требовали передать дело для рассмотрения в другой регион России. Верховный Суд РФ отклонил это ходатайство.
Дело рассматривалось в Октябрьском районном суде г. Грозного, под председательством судьи Майербека Межидова. В период рассмотрения дела «Кадет» не содержался под стражей.
29 марта 2005 года был постановлен приговор, которым Лапин был осужден:
по ст. 111 ч. 3 п. «а» УК РФ на 8 лет;
по ст. 286 ч. 3 п. п. «а, б, в» УК РФ на 7 лет, с лишением права занимать должности в органах МВД и других правоохранительных органах сроком на 3 года;
по ст. 292 УК РФ на 1 год.
Путём частичного сложения наказаний был осужден к 11 годам лишения свободы в исправительной колонии строгого режима с лишением права занимать должности в органах МВД и других правоохранительных органах сроком на 3 года.

#### Цитаты из приговора
«Лапин, получив от следователя Журавлева… Мурдалова, завел последнего в свой кабинет, где… стал в течение нескольких часов совместно с не установленными следствием сотрудниками избивать Мурдалова, нанося ему руками и ногами, а также специальным средством — резиновой палкой ПР-73 — множественные удары в различные части тела, причинив ему повреждения в виде черепно-мозговой травмы, сопровождавшейся угрожающими жизни патологическими состояниями в виде длительной утраты сознания, судорог, нарушения дыхания… Когда сотрудники ИВС, заметив на теле Мурдалова телесные повреждения, отказались помещать его в камеру, Лапин… составил от имени Мурдалова объяснение, что данные телесные повреждения Мурдалов получил при падении с высоты своего роста»
«Свидетель Малюкин Н. Г. (врач ВОВД на тот период. — А. П.)… показал, что 2 января 2001 г. около 9 часов вечера… придя в ИВС, он осмотрел Мурдалова… В камере с Мурдаловым он находился до 24 часов, за это время у Мурдалова было несколько приступов, не более 10… резко сокращались мышцы всего тела, зубы сжимались, глаза закатывались… он не дышал и находился в бессознательном состоянии… Он поставил Мурдалову четыре укола… Около полуночи он ушел из ИВС.»
«Свидетель Хадаев Х. Д. (сокамерник. — А. П.) пояснил суду, что к вечеру 2 января Лапин и с ним три-четыре человека привели в ИВС Мурдалова. Мурдалов не мог стоять на ногах. Правое ухо у Мурдалова было разорвано, висело на коже, рука сломана, одежда вся испачкана. Врач осмотрел Мурдалова, и он слышал, как врач сказал старшему Прилепину, что у Мурдалова открытый перелом руки, черепно-мозговая травма, перебиты яички… что требуется срочное хирургическое вмешательство, поскольку с такими повреждениями Мурдалов не сможет выжить. Врач ушел. Спустя полчаса лица, содержащиеся с ним в камере, стали звать дежурного и сообщили, что Мурдалов умирает. Он сказал, чтобы они прочитали над ним молитву по мусульманским обычаям. В таком предсмертном состоянии Мурдалов находился до утра. 3 января утром Лапин, Прилепин и ещё несколько сотрудников волоком увели Мурдалова, стоять он не мог. Он уверен, что Мурдалов после таких повреждений умер и сотрудники милиции спрятали его труп. Лапин отличался особой жестокостью в пытках над задержанными. Задержанные Далаев и Гажаев рассказывали ему, что их пытал током, дубинками, молотками сотрудник по кличке Кадет. Далаеву плоскогубцами выдергивали мясо из груди, травили собакой, забили в ключицу гвоздь. Во время пыток спрашивали, где находятся боевики»
«Свидетель Баталов С.-Х. А. показал суду, что в ходе проверки заявления потерпевшего Мурдалова Астемира, поступившего в январе 2001 года, работники прокуратуры на территории, прилегающей к Октябрьскому ВОВД, обнаружили трупы трех подростков, которые перед тем катались на велосипедах около ВОВД. Трупы были изуродованы, выколоты глаза, снят скальп. В отношении неустановленных лиц в совершении преступлений по предварительному сговору с Лапиным уголовное дело выделено в отдельное производство»
«Утром 3 января Лапин, опасаясь, что факт причинения им Мурдалову телесных повреждений будет предан огласке, действуя по предварительному сговору с не установленными следствием сотрудниками, поставил от имени Мурдалова подписи… в постановлении об освобождении из ИВС в графе „подпись освобожденного“, в протоколе личного обыска Мурдалова в графе „изъятые… предметы получил“… Затем не установленные следствием сотрудники Октябрьского ВОВД, действуя с ведома и согласия Лапина, вывели из ИВС Мурдалова и увезли его в неизвестном направлении».

### Обжалование приговора
Защитник Лапина — адвокат Дегтярев Г. А., последовательно обжалуя приговор во все судебные инстанции, обратился в Верховный суд Российской Федерации с надзорной жалобой. 17 января 2007 года Верховный суд России отменил приговор по делу Лапина в связи с тем, что суд первой инстанции сослался на показания Лапина, данные им в ходе предварительного следствия в отсутствие адвоката, от которых Лапин в последующем отказался (дело № 23-Д06-12). Уголовное дело было направлено для повторного рассмотрения в Октябрьский районный суд.

### Второй процесс
По ходатайству Лапина дело рассматривалось коллегией судей в составе: Мусхаджиевой Ф. А., Мачукаева Б. И., под председательством судьи Мамаевой А. С. Государственное обвинение поддерживал прокурор Октябрьского района г. Грозного Розетов В. С. Интересы родственников Мурдалова представлял адвокат Станислав Маркелов. Защиту Лапина осуществлял адвокат Дегтярев Г. А.
Версия защиты Лапина заключалась в его полной невиновности. В суде Лапин утверждал, что он с Мурдаловым не работал и Мурдалова не избивал. По просьбе следователя Журавлева он препроводил Мурдалова в ИВС Октябрьского ВОВД.
Из обвинения Лапину было исключено обвинение в части совершения им служебного подлога (ст. 292 УК РФ), так как к тому моменту уже истек срок давности для привлечения к уголовной ответственности по этой статье.
27 ноября 2007 года Октябрьский суд города Грозного признал Лапина виновным в совершении преступлений, предусмотренных п.п. «а, б, в» ч. 3 ст. 286, п. «а» ч. 3 ст. 111 УК РФ, и назначил ему наказание:
по п. «а» ч. З.ст. 111 УК РФ — сроком восемь лет;
по п.п. «а, б, в» ч. 3 ст. 286 УК РФ — сроком семь лет с лишением права занимать должности в органах МВД и других правоохранительных органах сроком на три года.
Окончательная мера наказания Лапину была назначена в виде 10 лет и 6 месяцев лишения свободы, с лишением права занимать должности в органах МВД и других правоохранительных органах сроком на три года, с отбыванием меры наказания в исправительной колонии строгого режима.
По заявлению Александра Черкасова, Лапин — это единственный сидящий в местах заключения сотрудник российских силовых структур на тысячи подобных преступлений.

## Дальнейшее развитие событий
26 июля 2011 года в Верховном суде Российской Федерации была рассмотрена надзорная жалоба адвоката Дегтярева А. Г. — защитника Лапина. Верховный суд подтвердил виновность Лапина. При этом срок наказания Лапину был снижен на 6 месяцев — до 10 лет лишения свободы, в связи со смягчением санкции по одной из вменяемых ему статей — ч. 3 ст. 111 УК РФ (дело № 23-Д11-5).
Двое других обвиняемых по «делу Лапина» — бывшие командиры Ханты-Мансийского ОМОНа подполковник Валерий Минин и майор Александр Прилепин, под началом которых служил в Чечне Сергей Лапин. Уголовное дело против них было возбуждено прокуратурой Чеченской Республики в конце 2005 года. По состоянию на осень 2015 года оба числились в федеральном розыске.
Срок наказания Лапину истёк в середине 2014 года.
В декабре 2015 года Минин был задержан в Омске и этапирован в Чеченскую Республику. Однако до места назначения он не доехал, поскольку в Волгограде обвиняемый был снят с поезда и возвращён обратно. Немногим позже, в январе 2016 года, в отношении обоих обвиняемых была применена амнистия, объявленная к 70-летию Победы. Уголовное преследование в отношении Минина и Прилепина было прекращено.